# H. C. P. Bell

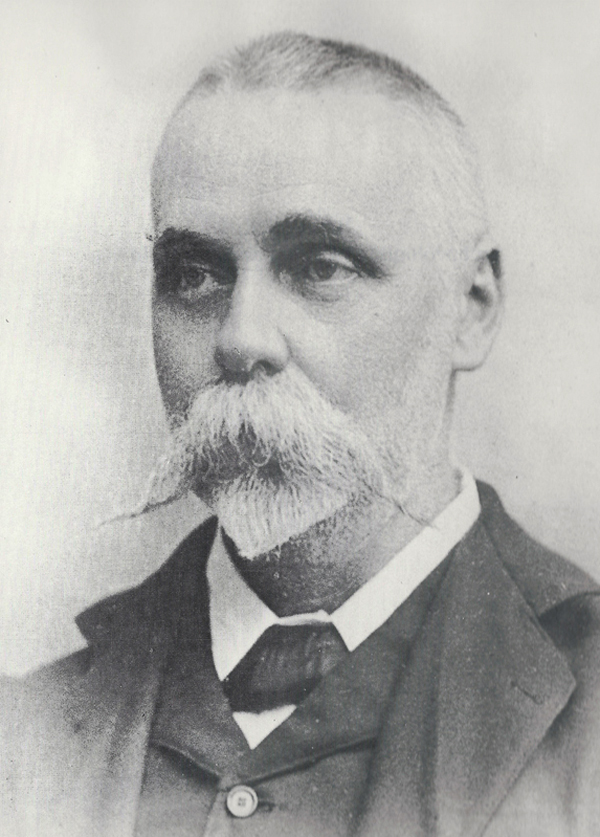
H.C.P. Bell, ~1890.

Harry Charles Purvis Bell (* 1851; † 1937) war ein britischer Kolonialbeamter und Archäologe in Ceylon (Sri Lanka), der neben seiner Arbeit in Sri Lanka erstmals breiteres Interesse auf die Archäologie der Malediven lenkte.

## Biografie
H. C. P. Bell arbeitete als Commissioner im Ceylon Civil Service, der Verwaltung der britischen Kolonie Ceylon. Im November 1879 wurde er auf die Malediven beordert, um nach Möglichkeit die Ladung des britischen Dampfers Sea Gull zu sichern, der am Riff des G*-Atolls scheiterte. Zwar misslang dies, doch konnte Bell nebenbei zwei oder drei Tage in Malé verbringen, die er für Aufzeichnungen zur Geschichte der Malediven nutzte.
1889/1890 wurde er von Gouverneur Arthur Gordon zum Archaeological Commissioner ernannt und mit archäologischen Untersuchungen beauftragt, was als Geburtsstunde der Archäologie Sri Lankas gilt. In den folgenden Jahren führte Bell umfangreiche Ausgrabungen in Anuradhapura, Polonnaruwa, Sigiriya und Ritigala durch.
1912 ging er in den Ruhestand, den er nutzte, um Anfang der 1920er-Jahre auf den Malediven archäologisch tätig zu werden. Dort studierte er die Sprache Dhivehi und untersuchte vorislamische Tempelruinen, die er durchwegs als Reste buddhistischer Dagoben verstand. Dass in denselben Bauten auch Reste noch früherer Hochkulturen existierten, scheint aus Bells Publikationen nicht hervorzugehen, obwohl hinduistische oder noch frühere Relikte an den von ihm besuchten Stätten ihm bekannt sein mussten.
Bell verstarb 1937. Eine Zusammenfassung von Publikationen zu den Malediven, die er ab 1922 im JRAS veröffentlicht hatte, erschien posthum, 1940.

## Werke (Auswahl)
- Report on the Kegalla District. Colombo 1892.
- Excerpta Máldiviana. Journal of the Ceylon Branch of the Royal Asiatic Society, Colombo 1922–1935. (Reprint: New Delhi 1998, ISBN 81-206-1221-3)
- The Máldive islands: An account of the physical features, climate, history, inhabitants, productions, and trade. Ceylon 1883. (Reprint: New Delhi 2004, ISBN 81-206-1222-1)
- The Maldive islands: Monograph on the History, Archaeology and Epigraphy. Colombo 1940. (Reprint: Novelty Printers Publ., 2002, ISBN 99915-3-051-7)